# Alain Rohan
JUDr. Alain von Rohan (26. července 1893 Sychrov – 2. září 1976 Vídeň), celým jménem Alain Anton Joseph Adolf Ignaz Maria de Rohan-Guémenée byl český aristokrat a právník. Od roku 1914 (kdy zemřel jeho otec) byl hlavou rodu Rohanů.
Alain von Rohan byl vlastníkem zámku v Sychrově do roku 1945. Po 2. světové válce byl však majetek Rohanů zabaven na základě Benešových dekretů (Alain se ve třicátých letech přihlásil k německému občanství a vstoupil do nacistické strany). Zámek se stal následně státním majetkem. Po revoluci se zeť, Pierre Naquet, kterého stanovil za jediného dědice s dodatkem, že ten následně rozdělí dědictví i mezi ostatní, se pokusil o navrácení majetku, ale neúspěšně.[zdroj?]

## Život
Jeho otec byl Alain Benjamin Arthur von Rohan (1853–1914), jeho matka byla Johanna von Auersperg (17. září 1860 – 17. února 1922). V roce 1914 narukoval do války (východní fronta). Po válce dokončil v roce 1919 právní studia na Karlo-Ferdinandově univerzitě (JUDr.). Po vzniku nové republiky se musel na rodových majetcích vypořádat s první pozemkovou reformou, také musel předat Rohanský palác v Praze státu.
V 30. letech našel určité spříznění s politikou sílícího nacismu (podobně jako jeho mladší bratr Karl Anton), snad již od roku 1935 byl členem SdP a 1. dubna 1939 NSDAP (pod číslem 7240414).
Po válce byl jeho majetek v Československu zabaven, sám Rohan byl zatčen a přemístěn do Žitavy, odkud musel dojít pěšky do Vídně. Poté žil v Rakousku.

## Potomci
Alain Rohan se 29. září 1921 v katedrále sv. Štěpána ve Vídni oženil s Margarethe von Schönburg-Hartenstein (14. 12. 1897 Vídeň – 30. 8. 1980 tamtéž). Narodilo se jim sedm dcer:
- 1. Marie-Jeanne (20. 7. 1922 Sychrov – 3. 7. 2006 Saint-Aubin-Château-Neuf), manž. 1948 Pierre Naquet (14. 4. 1904 Paříž – 1988)[3]
- 2. Marquerite (21. 7. 1923 Sychrov – 19. 9. 2012 Attersee), manž. 1945 Kunata Kottulinsky (6. 4. 1914 Neudau – 25. 8. 2004 Vídeň)[3][4]
- 3. Mabile (2. 10. 1924 Sychrov – 22. 1. 1982 Mnichov), manž. 1952 Richard Mořic Belcredi (28. 2. 1926 Líšeň – 20. 12. 2015 Prostějov)[3]
- 4. Adelheid (1. 6. 1927 Sychrov – 26. 3. 1931 tamtéž)[3]
- 5. Gabrielle (5. 3. 1929 Sychrov – 10. 2. 1991 Ženeva), manž. 1953 Luigi Cottafavi (7. 3. 1917 Turín) – 6. 4. 1994 Ženeva)[3]
- 6. Aliette (29. 6. 1930 Sychrov – 1. 2. 1968 Paříž), svobodná a bezdětná, zavražděna[3][5]
- 7. Josseline (* 15. 4. 1934 Sychrov), manž. 1958 Viktor-Gottfried Riedl Edler von Riedenstein (9. 10. 1916 Vídeň – 17. 11. 2005)[3]

## Jméno a tituly
Jeho rodné jméno podle šlechtické tradice je v plném znění v němčině: Alain Anton Joseph Adolf Ignaz Maria a ve francouzštině Alain Antoine Joseph Adolphe Ignace Marie. Jako příjmení se zpravidla používalo pouze Rohan, ačkoliv od dob Kamila Rohana se jednalo o rohanskou větev Rohan-Rochefort-Guéménée.
S funkcí hlavy rodu byly spojeny tituly kníže de Rohan, 13. vévoda z Montbazonu a Bouillonu, pair Francie, 14. kníže de Guemene, kníže de Rochefort a Montauban. Protože měl Alain pouze ženské potomstvo, pokračuje v rodové linii jeho synovec (syn publicisty Karla Antona Rohana).
V roce 1975 mu byl udělen Řád zlatého rouna.